# Texacephale
|  | Dieser Artikel wurde aufgrund von formalen oder inhaltlichen Mängeln in der Qualitätssicherung Biologie im Abschnitt „Paläontologie“ zur Verbesserung eingetragen. Dies geschieht, um die Qualität der Biologie-Artikel auf ein akzeptables Niveau zu bringen. Bitte hilf mit, diesen Artikel zu verbessern! Artikel, die nicht signifikant verbessert werden, können gegebenenfalls gelöscht werden. Lies dazu auch die näheren Informationen in den Mindestanforderungen an Biologie-Artikel. Begründung: Systematikteil fehlt |

Texacephale ist eine Gattung der Pachycephalosaurier aus der Oberkreide (Campanium) von Texas. Die Fossilien der bislang einzigen bekannten Art Texacephale langstoni stammen aus Schichten der Aguja-Formation im Big-Bend-Nationalpark und wurden 2010 von Nicholas R. Longrich, Julia Sankey und Darren Tanke erstbeschrieben. Der Gattungsname ist ein Kompositum aus „Texas“, bezieht sich somit auf den Fundort, und κεφαλή (kephale), dem altgriechischen Wort für „Kopf“. Das Epitheton der Art ehrt den Paläontologen Wann Langston.

## Funde

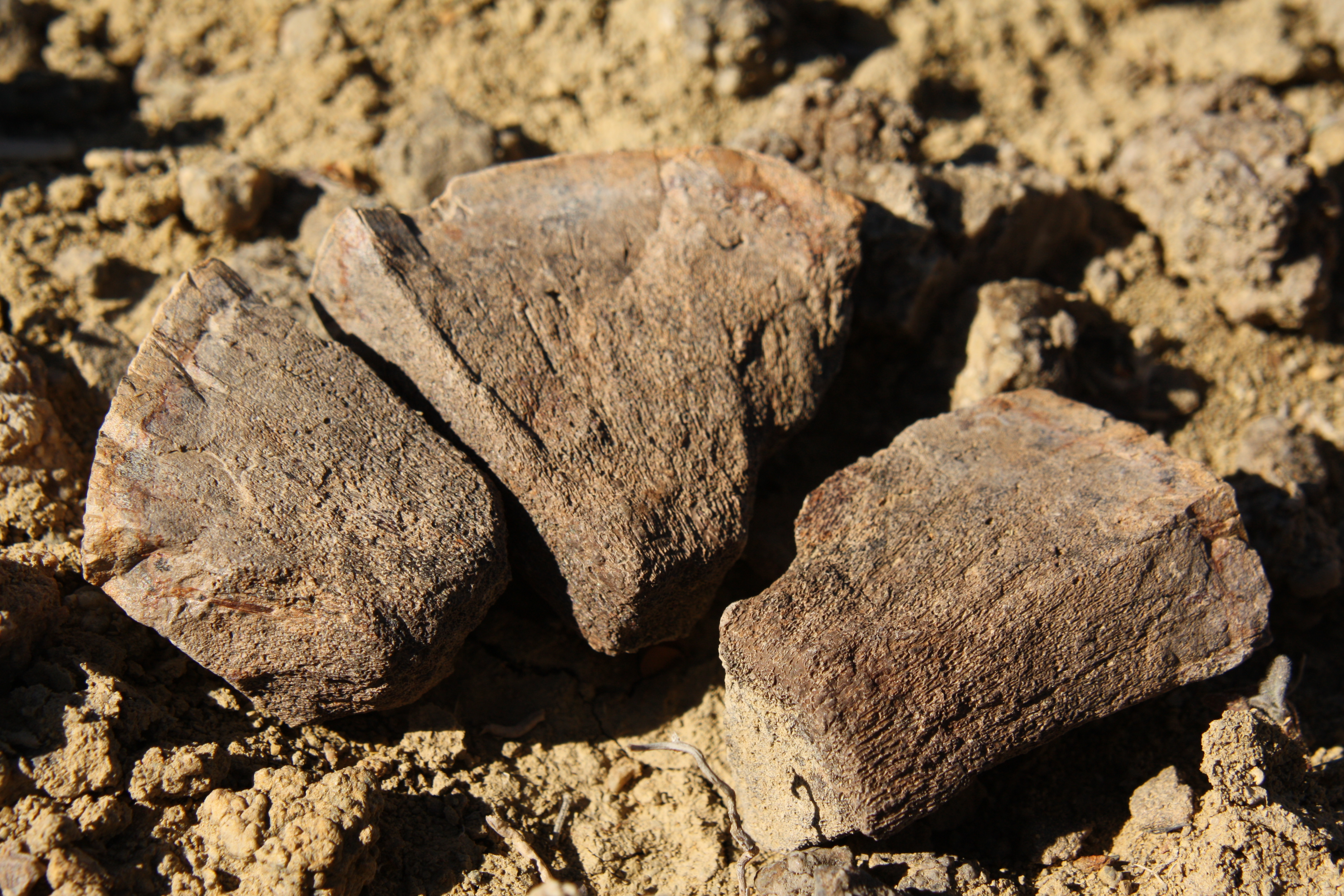
Das zweite Exemplar von Texacephale langstoni, eine fragmentierte und weniger vollständige „Schädelkuppel“

Das Holotypus-Exemplar von Texacephale (LSUMNS 20010) besteht aus einer für Pachycephalosaurier allgemein typischen, zu einem Einzelknochen verschmolzenen und stark verdickten Stirn- und Scheitelpartie (Os frontale und Os parietale) des Schädels (engl. skull dome, „Schädelkuppel“, genannt). Ein zweites Exemplar (LSUMNS 20012) besteht aus dem gleichen Schädelteil, ist jedoch weniger vollständig.
Beide Exemplare wurden bei Grabungen im Jahre 2008 entdeckt. Sie entstammen einer Fundlokalität im Südwesten von Texas (Bonebed WPA-1) und waren dort mit Überresten von Agujaceratops und Hadrosauriden assoziiert.

## Merkmale
Als Alleinstellungsmerkmal der Gattung stellen die Erstautoren eine Reihe von fünf bis sechs „vertikal“ (dorsoventral) verlaufenden Wülsten und Rinnen im unteren seitlichen Bereich der Schädelkuppel heraus. Diese Strukturen befinden sich im Kontaktbereich zur dorsalen Partie des Postorbitale, einem Knochen der hinteren Schädelseitenwand. Sie werden als eine Art Zinken-und-Schlitz-Struktur interpretiert, mittels derer Schädelkuppel und Postorbitale verzahnt waren. Zwar besitzen auch andere Pachycephalosaurier eine solche Verzahnung, aber bei Texacephale sind die Wülste und Rinnen besonders kräftig ausgeprägt und weniger zahlreich.

## Ökologie
Texacephale war, wie andere Pachycephalosauria, ein relativ kleiner, bipedaler Pflanzenfresser. Das stark verdickte Schädeldach wurde wahrscheinlich bei Paarungs- und/oder Territoriumskämpfen in ähnlicher Weise verwendet wie die Hörner männlicher Dickhornschafe, Kaffernbüffel und Moschusochsen. Dieses hypothetische Verhalten wird ebenfalls allgemein für Pachycephalosaurier postuliert, wenngleich auch einige Hinweise dagegen sprechen. Die starke Verzahnung zwischen Postorbitale und Schädelkuppel wird von den Autoren der Erstbeschreibung als weiterer Beleg für dies Hypothese gedeutet, denn der Schädel von Texacephale hätte dadurch besonders kräftige Stöße aushalten können.
Im Gegensatz zu ihrem heutigen wüstenartigen Charakter war die Region von Big Bend während der späten Kreidezeit ein feuchtes Küstentiefland am Rande des Western Interior Seaway. Dort teilte Texacephale seinen Lebensraum mit Agujaceratops mariscalensis, Tyrannosauriden und Deinosuchus riograndensis.